# Фрам (кратер)

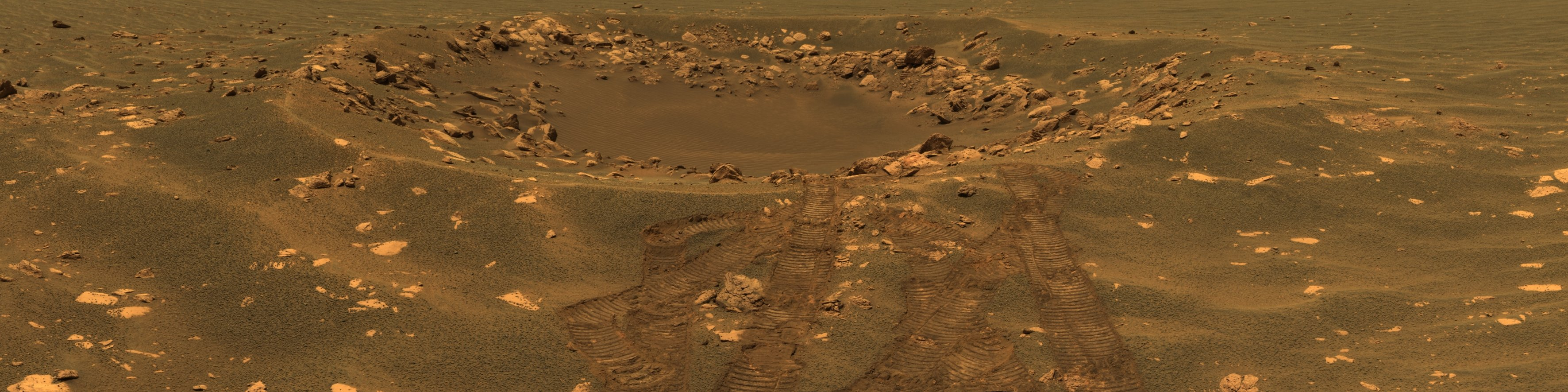
Фрам у сол 84, 24 квітня 2004 року

1°56′49″ пд. ш. 5°31′01″ зх. д. / 1.947° пд. ш. 5.517° зх. д.
Фрам (англ. Fram) — невеликий марсіанський ударний кратер на плато Меридіана. Був відвіданий марсоходом «Оппортьюніті» 24 квітня 2004 року (84-й сол). Діаметр кратера становить приблизно 8 метрів.
Марсохід «Оппортьюніті» зупинився поруч із ним, коли добирався до більшого за розміром кратера Ендюранс. Кратер Фрам розташований приблизно в 450 метрах на схід від кратера Ігл (місце посадки марсохода «Оппортьюніті») і у 250 метрах на захід від кратера Ендюранс. Кратер названий на честь відомого норвезького судна «Фрам», за допомогою якого вивчався полярний регіон Землі.

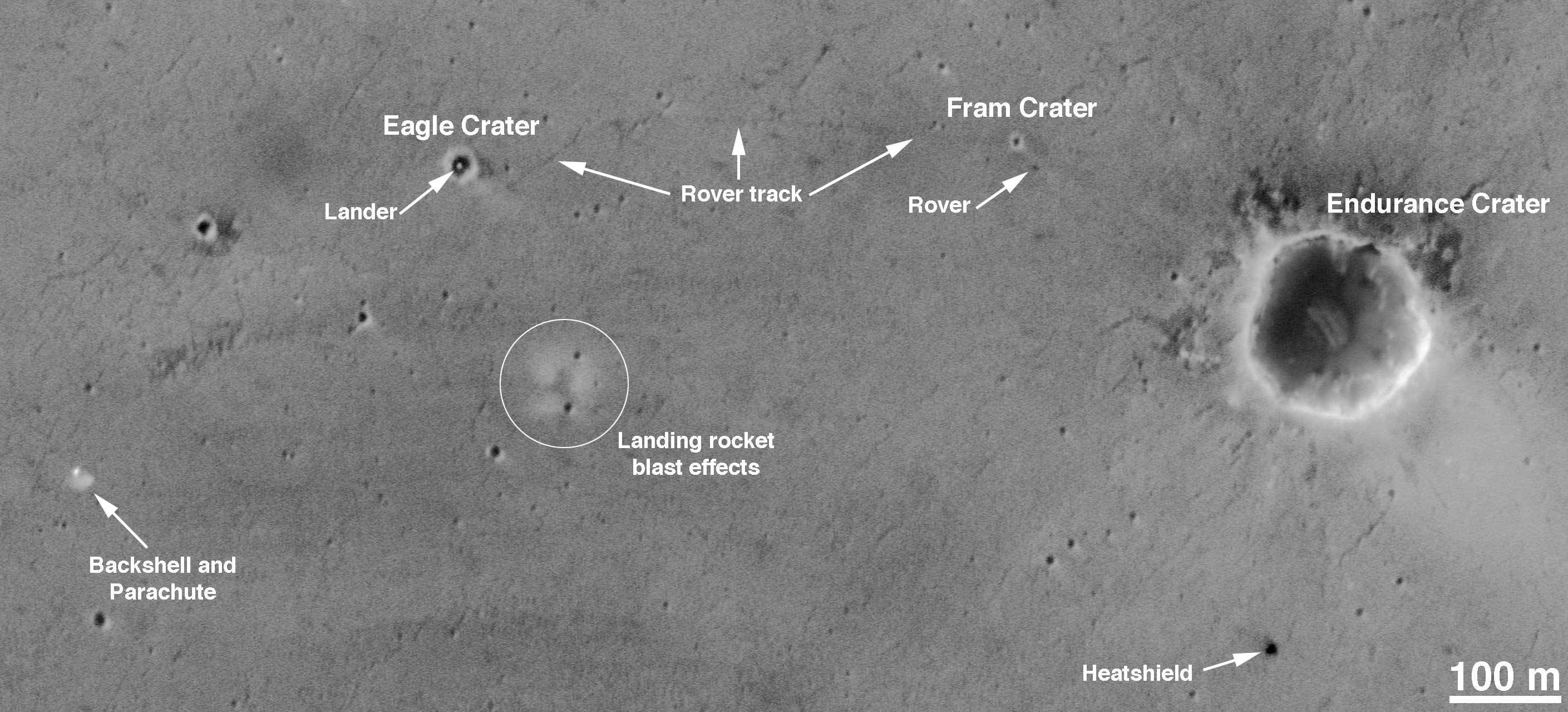
Знімок регіону, де приземлився «Оппортьюніті». На знімку він розташований поблизу кратера Фрам. На фото відмічено й інші прилеглі об'єкти, зокрема його спускний апарат і скинутий під час посадки теплозахисний екран.

## Інтернет-ресурси
- Official Mars Rovers website [Архівовано 2 березня 2011 у Wayback Machine.]